# Strzelectwo na Światowych Wojskowych Igrzyskach Sportowych 2015
Strzelectwo na 6. Światowych Wojskowych Igrzyskach Sportowych – zawody dla sportowców-żołnierzy zorganizowane przez Międzynarodową Radę Sportu Wojskowego, które odbyły się w koreańskim Mungyeongu w dniach 5 – 10 października 2015 roku podczas światowych igrzysk wojskowych. Zawody zostały przeprowadzone na obiektach Shooting Range w Daegu i Yeongcheon. 
Najwięcej medali zdobyli reprezentanci Rosji łącznie 9 (w tym 4 złote i 5 srebrne).
Zawody były równocześnie traktowane jako 48 Wojskowe Mistrzostwa Świata w strzelectwie.

## Harmonogram
| Październik 2015 | 3 So | 4 Nd | 5 Pn | 6 Wt | 7 Śr | 8 Cz | 9 Pt | 10 So | 11 Nd |
| ---------------- | ---- | ---- | ---- | ---- | ---- | ---- | ---- | ----- | ----- |
| Strzelectwo      |      |      | 4    | 6    | 2    | 4    | 6    | 2     |       |

Legenda
|  | Eliminacje |  | Finał (liczba) |

## Uczestnicy
Do zawodów zgłoszonych zostało 414 zawodników (w tym 257 mężczyzn i 157 kobiet), reprezentujących 53 państw.
Legenda; m. (liczba mężczyzn) + k. (liczba kobiet)
- Arabia Saudyjska (m. 7 + k. 0)
- Austria (6+1)
- Bahrajn (3+6)
- Belgia (0+1)
- Bośnia i Hercegowina (0+1)
- Brazylia (6+3)
- Chile (5+5)
- Chiny (12+12)
- Cypr (1+0)
- Czechy (6+6)
- Dania (6+6)
- Ekwador (1+3)
- Estonia (4+1)
- Eswatini (0+1)
- Finlandia (10+0)
- Francja (5+2)
- Hiszpania (9+2)
- Holandia (5+1)
- Indie (12+2)
- Indonezja (4+4)
- Iran (6+0)
- Kanada (5+6)
- Katar (12+12)
- Kazachstan (0+6)
- Kolumbia (2+0)
- Korea Południowa (12+7)
- Kuwejt (3+0)
- Łotwa (3+3)
- Luksemburg (2+0)
- Macedonia Północna (1+0)
- Mongolia (3+6)
- Niemcy (11+7)
- Niger (1+0)
- Norwegia (6+5)
- Oman (12+6)
- Peru (4+3)
- Polska (6+6)
- Południowa Afryka (3+3)
- Rosja (12+9)
- Rumunia (1+1)
- Serbia (3+3)
- Stany Zjednoczone (3+0)
- Słowenia (3+0)
- Szwajcaria (6+1)
- Szwecja (6+6)
- Tajlandia (2+8)
- Trynidad i Tobago (1+1)
- Tunezja (3+0)
- Turcja (6+0)
- Ukraina (3+3)
- Wietnam (3+3)
- Włochy (4+1)
- Zjednoczone Emiraty Arabskie (7+0)

Polskę w 2015 roku na światowych igrzysk wojskowych w Mungyeongu reprezentowali (wg rodzaju broni strzeleckiej);
- Mężczyźni – karabin (Robert Kraskowski, Rafał Łukaszyk, Bartosz Skorupa), pistolet (Piotr Daniluk, Tomasz Karolak, Radosław Podgórski)
- Kobiety – karabin (Sylwia Bogacka, Karolina Kowalczyk, Agnieszka Nagay), pistolet (Klaudia Bres, Sławomira Szpek, Joanna Tomala)

## Medaliści

### Mężczyźni
| Konkurencje:                        | Złoto                                                           | Złoto  | Srebro                                                           | Srebro | Brąz                                                                | Brąz  |
| Konkurencje:                        | Drużyna / Zawodnik                                              | Wynik  | Drużyna / Zawodnik                                               | Wynik  | Drużyna / Zawodnik                                                  | Wynik |
| Indywidualnie                       |                                                                 |        |                                                                  |        |                                                                     |       |
| Pistolet centralnego zapłonu 25 m   | Yusuf Dikeç · Turcja                                            | 590    | Aleksiej Klimow · Rosja                                          | 585    | Jin Yongde · Chiny                                                  | 584   |
| Pistolet szybkostrzelny 25 m        | Song Jong-ho · Korea Południowa                                 | 590    | Xie Zhenxiang · Chiny                                            | 588    | Tomáš Těhan · Czechy                                                | 587   |
| Karabin dowolny 300 m               | Gernot Rumpler · Austria                                        | 564 ·  | Bernhard Pickl · Austria                                         | 562    | René Kristiansen · Dania                                            | 562   |
| Karabin standardowy 300 m 3 pozycje | Vebjørn Berg · Norwegia                                         | 583 ·  | Rafael Beruter · Szwajcaria                                      | 583    | Gernot Rumpler · Austria                                            | 581   |
| Trap                                | Zhang Pan · Chiny                                               |        | Karsten Bindrich · Niemcy                                        |        | Daniele Resca · Włochy                                              |       |
| Skeet                               | Jan Sychra · Czechy                                             |        | Aziz Saleh Atiaya · Katar                                        |        | Emanuelle Fuso · Włochy                                             |       |
| Drużynowo                           |                                                                 |        |                                                                  |        |                                                                     |       |
| Pistolet centralnego zapłonu 25 m   | Brazylia · Jose Carlos Batista · Emerson Duarte · Julio Almeida | 1744   | Austria · Karl Pavlis · Heinz Koeltringer · Andreas Auprich      | 1733   | Turcja · Yusuf Dikeç · Vilay Kumar · Harpreet Singh                 | 1733  |
| Pistolet szybkostrzelny 25 m        | Chiny · Xie Zhenxiang · Jin Yongde · Gao Zheng                  | 1754   | Korea Południowa · Song Jong-ho · Kim Jin-il · Choi Yong-hoo     | 1738   | Ukraina · Oleg Tkaczow · Oleksander Petriv · Viktor Bankin          | 1732  |
| Karabin dowolny 300 m               | Austria · Gernot Rumpler · Bernhard Pickl · Stefan Raser        | 1681 · | Norwegia · Vebjørn Berg · Ole Bryhn · Odd Arne Brekne            | 1671   | Szwajcaria · Rafael Beruter · Oliver Schaffter · Claude Delley      | 1660  |
| Karabin standardowy 300 m 3 pozycje | Norwegia · Vebjørn Berg · Ole Bryhn · Odd Arne Brekne           | 1740 · | Austria · Bernhard Pickl · Gernot Rumpler · Stefan Raser         | 1729   | Korea Południowa · Cheon Min-hoe · Choi Yong-jeon · Kwon Joon-cheol | 1726  |
| Trap                                | Włochy · Massimo Croce · Ferdiando Rossi · Daniele Resca        | 338 ·  | Chiny · Yu Xiaokai · Zhang Pan · Han Fei                         | 326    | Korea Południowa · Ahn Dae-myeong · Byun Sang-sun · Lee Jae-sung    | 326   |
| Skeet                               | Finlandia · Oskari Kössi · Eetu Peltonen · Toni Aspholm         | 352 ·  | Katar · Aziz Saleh Atiaya · Saeed Abusharib · Rashid Saleh Hamad | 352    | Korea Południowa · Lee Wang-jung · Lee Kyoo-ho · Lee Min-ung        | 351   |

### Kobiety
| Konkurencje:                             | Złoto                                                                                  | Złoto    | Srebro                                                                             | Srebro | Brąz                                                                     | Brąz   |
| Konkurencje:                             | Drużyna / Zawodniczka                                                                  | Wynik    | Drużyna / Zawodniczka                                                              | Wynik  | Drużyna / Zawodniczka                                                    | Wynik  |
| Indywidualnie                            |                                                                                        |          |                                                                                    |        |                                                                          |        |
| Pistolet sportowy 25 m                   | Monika Karsch · Niemcy                                                                 | 588      | Anna Mastianina · Rosja                                                            | 585    | Cao Ying · Chiny                                                         | 584    |
| Pistolet szybkostrzelny 25 m             | Monika Karsch · Niemcy                                                                 | 586      | Anna Mastianina · Rosja                                                            | 583    | Gundemaa Otryad · Mongolia                                               | 583    |
| Karabin sportowy 50 m leżąc, 60 strzałów | Maria Feklistova · Rosja                                                               | 625,1 ·  | Alena Nizkoszapskaja · Rosja                                                       | 624,8  | Sunanta Majchacheep · Tajlandia                                          | 623,9  |
| Karabin sportowy 50 m – trzy postawy     | Narantuya Chuluunbadrakh · Mongolia                                                    | 585 ·    | Barbara Engleder · Niemcy                                                          | 584    | Nandinazana Gankhuyag · Mongolia                                         | 584    |
| Trap                                     | Katrin Quoos · Niemcy                                                                  |          | Li Qingnian · Chiny                                                                |        | Wang Jinglin · Chiny                                                     |        |
| Skeet                                    | Anastazja Krachmalewa · Rosja                                                          |          | Simona Scocchetti · Włochy                                                         |        | Zhang Heng · Chiny                                                       |        |
| Drużynowo                                |                                                                                        |          |                                                                                    |        |                                                                          |        |
| Pistolet sportowy 25 m                   | Niemcy · Stefanie Thurmann · Sandra Hornung · Monika Karsch                            | 1746     | Rosja · Anna Mastianina · Swietłana Miedwiediewa · Natalja Padierina               | 1737   | Chiny · Zhang Mengyuan · Yao Yushi · Cao Ying                            | 1732   |
| Pistolet szybkostrzelny 25 m             | Korea Południowa · Park Hyun-joo · Kim Da-young · Jang Run-ja                          | 1737     | Niemcy · Stefanie Thurmann · Sandra Hornung · Monika Karsch                        | 1734   | Chiny · Yao Yushi · Zhang Mengyuan · Cao Ying                            | 1719   |
| Karabin sportowy 50 m leżąc, 60 strzałów | Rosja · Maria Feklistova · Alena Nizkoszapskaja · Julia Karimowa                       | 1860,2 · | Tajlandia · Sunanta Majchacheep · Thanyaluk Chotphibunsin · Paramaporn Ponglaokham | 1855,6 | Niemcy · Lisa Mueller · Silvia Rachl · Barbara Engleder                  | 1855,0 |
| Karabin sportowy 50 m – trzy postawy     | Mongolia · Narantuya Chuluunbadrakh · Nandinazana Gankhuyag · Yanjinlkham Olzvoibaatar | 1761 ·   | Niemcy · Barbara Engleder · Silvia Rachl · Lisa Mueller                            | 1745   | Chiny · Gao Hui · Yin Wen · Shao Zhonyue                                 | 1743   |
| Trap                                     | Chiny · Li Qingnian · Wang Jinglin · Deng Weiyun                                       | 190 ·    | Katar · Noora Al-Ali · Kholoud Al-Khalaf · Amna Al-Abdulla                         | 164    | Oman · Fakhari Al-Jahaffi · Reem Al-Housni · Hanan Al-Ghashi             | 141    |
| Skeet                                    | Rosja · Anastazja Krachmalewa · Marina Bielikowa · Maria Meleszczenko                  | 202 ·    | Chiny · Zhang Heng · Chen Xiaoyao · Zhu Xiaoting                                   | 200    | Tajlandia · Isarapa Imprasertsuk · Nutchaya Sutarporn · Chalalai Nasakul | 193    |

## Klasyfikacja medalowa
* Organizator zawodów został zaznaczony tym kolorem.
|                    |                    |                    |                    |    |    |    |    |    |    |    |    |    |    |
| 1                  | Rosja              | 4                  | 5                  | 0  | 9  | 0  | 1  | 0  | 4  | 4  | 0  |    |    |
| 2                  | Niemcy             | 4                  | 4                  | 1  | 9  | 0  | 1  | 0  | 4  | 3  | 1  |    |    |
| 3                  | Chiny              | 3                  | 4                  | 7  | 7  | 2  | 2  | 1  | 1  | 2  | 6  |    |    |
| 4                  | Austria            | 2                  | 3                  | 1  | 6  | 2  | 3  | 1  | 0  | 0  | 0  |    |    |
| 5                  | Korea Południowa * | 2                  | 1                  | 3  | 6  | 1  | 1  | 3  | 1  | 0  | 0  |    |    |
| 6                  | Norwegia           | 2                  | 1                  | 0  | 3  | 2  | 1  | 0  | 0  | 0  | 0  |    |    |
| 7                  | Mongolia           | 2                  | 0                  | 1  | 3  | 0  | 0  | 0  | 2  | 0  | 1  |    |    |
| 8                  | Włochy             | 1                  | 1                  | 2  | 4  | 1  | 0  | 2  | 0  | 1  | 0  |    |    |
| 9                  | Czechy             | 1                  | 0                  | 1  | 2  | 1  | 0  | 1  | 0  | 0  | 0  |    |    |
| 9                  | Turcja             | 1                  | 0                  | 1  | 2  | 1  | 0  | 1  | 0  | 0  | 0  |    |    |
| 11                 | Brazylia           | 1                  | 0                  | 0  | 1  | 1  | 0  | 0  | 0  | 0  | 0  |    |    |
| 11                 | Finlandia          | 1                  | 0                  | 0  | 1  | 1  | 0  | 0  | 0  | 0  | 0  |    |    |
| 13                 | Katar              | 0                  | 3                  | 0  | 3  | 0  | 2  | 0  | 0  | 1  | 0  |    |    |
| 14                 | Tajlandia          | 0                  | 1                  | 2  | 3  | 0  | 0  | 0  | 0  | 1  | 2  |    |    |
| 15                 | Szwajcaria         | 0                  | 1                  | 1  | 2  | 0  | 1  | 1  | 0  | 0  | 0  |    |    |
| 16                 | Dania              | 0                  | 0                  | 1  | 1  | 0  | 0  | 1  | 0  | 0  | 0  |    |    |
| 16                 | Oman               | 0                  | 0                  | 1  | 1  | 0  | 0  | 0  | 0  | 0  | 1  |    |    |
| 16                 | Ukraina            | 0                  | 0                  | 1  | 1  | 0  | 0  | 1  | 0  | 0  | 0  |    |    |
| Ogółem (18 państw) | Ogółem (18 państw) | Ogółem (18 państw) | Ogółem (18 państw) | 24 | 24 | 24 | 72 | 12 | 12 | 12 | 12 | 12 | 12 |

Źródło: